# Коновницын, Пётр Петрович (1743)
 Пётр Петро́вич Коновни́цын  (1743—1796) — генерал-поручик, в 1785-93 гг. санкт-петербургский, а после того олонецкий губернатор. Отец графа П. П. Коновницына. 

## Биография
После окончания в 1762 году кадетского корпуса был выпущен подпоручиком в лейб-гвардии Преображенский полк.
С 1772 года — ахтырский воевода, затем обер-кригскомиссар при Украинской дивизии.
В 1779 году произведён в генерал-майоры, генерал-кригскомиссар при Украинской дивизии.
В 1781—1784 годах — правитель тамбовского наместничества, в 1784—1785 годах — правитель новгородского наместничества.
Был членом Вольного экономического общества.
В качестве петербургского губернатора (1785—1793) способствовал развитию строительства школ и учреждений, ремонта дорог. При нём в северной столице завершилось возведение Гостиного двора, здания городской думы, Аничкова моста, начато сооружение трёх новых мостов через Фонтанку.
К концу губернаторства в 1793 году был произведён в генерал-поручики, Екатерина II пожаловала Коновницыну два села и деревню в Волынской губернии.
С 1793 года до своей кончины 22 февраля 1796 года служил генерал—губернатором Архангельской и Олонецкой губерний.
Похоронен в Александро—Свирском монастыре. В браке с Анной Еремеевной Родзянко оставил единственного сына (1764—1822), удостоенного в 1819 г. графского титула.